# La Canela
La Canela, valle della cannella, è un luogo leggendario dell'America meridionale.

## La spedizione di Gonzalo Pizarro
Come per El Dorado, la sua leggenda nasce dalle speranze nate dopo il viaggio di Cristoforo Colombo. Egli aveva dimostrato la presenza di oro e spezie nelle Americhe, ed il sogno di facili ricchezze favorì la ricerca nell'entroterra del Nuovo Mondo. 
Nel 1541 Gonzalo Pizarro guidò una spedizione ad est di Quito assieme a Francisco de Orellana, alla ricerca del "Paese della cannella" ("País de la Canela"). Il motivo per cui si misero su questa rotta non viene riportato nei racconti del tempo, a quel tempo l'esistenza di La Canela era un dato di fatto e quindi non aveva bisogno di spiegazioni. Il motivo divenne chiaro solo dopo la pubblicazione della storia di Pedro Cieza de León, che rimase sotto forma di manoscritto fino al 1871. Secondo Cieza de León, Gonzalo Díaz de Pineda era recentemente ritornato da un'esplorazione delle Ande. Aveva trovato alcuni alberi che avevano un aroma di cannella, ed aveva saputo dai suoi informatori che non molto ad est esisteva una grande coltivazione di questi alberi. Erano queste "piantagioni di cannella" quelle che Gonzalo sperava di trovare.
A Quito, Gonzalo riuscì a reclutare 220 spagnoli e 4000 nativi americani. Il secondo in comando, Orellana, fu mandato a Guayaquil per cercare altre truppe e cavalli. Gonzalo Pizarro ed i suoi uomini partirono da Quito nel febbraio del 1541, un mese prima di Orellana, il quale aveva trovato 23 uomini e molti cavalli. In marzo si riunirono nella valle di Zumaco iniziando la marcia verso il passo andino. Dopo aver seguito il corso del Rio Coca e del Rio Napo, la spedizione iniziò a soffrire la mancanza di provviste. A questo punto erano già morti circa 140 dei 220 spagnoli e 3000 dei 4000 nativi. Costruirono una nave e, nel febbraio del 1542, decisero che Orellana ed altri 50 uomini avrebbero navigato il Napo in cerca di cibo per l'intera spedizione.
Dopo averne atteso invano il ritorno, Gonzalo accettò il fatto che la spedizione era stata un fallimento. Decise di cercare una strada più a nord per raggiungere Quito. Arrivò in città due anni dopo la partenza, con soli 80 compagni sopravvissuti. Orellana, che non aveva trovato cibo e non era riuscito a risalire il fiume per tornare dai compagni, continuò a seguire il fiume fino a raggiungere il Rio delle Amazzoni, diventando il primo europeo a percorrerlo interamente fino al delta.